# Stazione di Komagatake
La stazione di Komagatake (駒ヶ岳駅?, Komagatake-eki) è una piccola stazione priva di personale situata nella cittadina di Mori, in Hokkaidō, Giappone, servita dalla linea principale Hakodate della JR Hokkaido.

## Linee
JR Hokkaido
■ Linea principale Hakodate

## Stazioni adiacenti
| «                         | Servizio                  | »                         |
| Linea principale Hakodate | Linea principale Hakodate | Linea principale Hakodate |
| ------------------------- | ------------------------- | ------------------------- |
| Akaigawa                  | Locale                    | Higashiyama               |
| Il rapido non ferma       |                           |                           |